# ايرسبيد فلييت شادوير
ايرسبيد فلييت شادوير (بالإنجليزية: Airspeed Fleet Shadower)‏ هي طائرة دورية طويلة المدى، بأربع محركات. أنتجت في المملكة المتحدة. من صناعة ايرسبيد المحدودة. كان أول طيران لها في 17 أكتوبر 1940. انتهت خدمتها في 1941. صنع منها طائرة واحدة.